# 권경석
권경석(權炅錫, 1946년 1월 2일 ~ )은 대한민국 정치인이다. 경상남도 행정부지사와 제17·18대 국회의원을 역임하였다.

## 학력
- 입석국민학교 졸업
- 부산중학교 졸업
- 부산고등학교 졸업
- 육군사관학교 학사
- 연세대학교 행정대학원 행정학 석사
- 동아대학교 대학원 행정학 박사

## 경력
- 1977년 - 1980년: 부산직할시 사무관
- 1980년 - 1981년: 내무부 지방행정연수원 사무관
- 1981년 - 1986년: 대통령비서실 행정관
- 1986년 - 1991년: 내무부과장(교육훈련, 지역경제, 공기업과장 등)
- 1991년 - 1995년: 부산시 영도구청장, 부산시 보건사회국장, 사하구청장
- 1996년 - 1997년: 내무부 국제화재단 기획연수부장
- 1997년 - 2002년: 경상남도 행정부지사
- 2000년 - 2002년: 경남대학교 행정대학원 겸임교수
- 2002년 - 2004년: 경남대 행정대학원 대우교수
- 2002년 - 2004년: 경남대부설 경남지역문제연구원 이사장
- 2002년 - 2004년: 경남대 초빙교수
- 2013년 10월: 제1기 지방자치발전위원회 부위원장

## 의정활동

### 17대
- 2004년 5월 ~ 2008년 5월: 제17대 국회의원(경남 창원시 갑, 한나라당, 초선)
- 국회 국방위원회 위원
- 국회 행정자치위원회 위원
- 국회 예산결산특별위원회 위원
- 국회 신행정수도후속대책 및 지역균형발전 특별위원회 위원
- 한나라당 선진화추진위원회 위원
- 한나라당 수도이전문제대책위원회 위원
- 한나라당 지방행정 및 자치제도개혁 특별위원회 위원
- 한나라당 경남도당 위원장
- 한나라당 제1사무부총장

### 18대
- 2008년 5월 ~ 2012년 5월: 제18대 국회의원(경남 창원시 갑, 한나라당→새누리당, 재선)
- 18대 전반기 국회 행정안전위원회 위원 겸 한나라당 간사
- 국회 국가균형발전 및 행정중심복합도시대책 특별위원회 위원 겸 한나라당 간사
- 국회 지방행정체제개편특별위원회 한나라당 간사
- 한나라당 창원갑 당원협의회 운영위원장
- 18대 후반기 국회 기획재정위원회 위원

## 상훈
- 인헌무공훈장 2회 수훈
- 황조근정훈장 수훈
- 홍조근정훈장(우수공무원) 수훈

## 역대 선거 결과
|  | 45.56% |

|  | 49.89% |

## 소속 정당
| 소속 정당 | 소속 정당  | 소속 기간 | 비고                |
| --------- | ---------- | --------- | ------------------- |
|           | 한나라당   | 2004~2012 | 정계 입문           |
|           | 새누리당   | 2012~2017 | 당명 변경 정계 은퇴 |
|           | 자유한국당 | 2017~2020 | 당명 변경           |
|           | 미래통합당 | 2020      | 합당                |
|           | 국민의힘   | 2020~현재 | 당명 변경           |

## 같이 보기
- 창원시 갑
- 창원시의 국회의원
- 사하구청장
- 영도구청장
- 경상남도 부지사